# 斗四
四，又稱武仙座29、BD+11 3008、HD 149161、SAO 102234、HR 6159，是武仙座的一颗恒星，视星等为4.84，位于銀經27.46，銀緯35.97，其B1900.0坐标为赤經16h 27m 55.4s，赤緯+11° 35.97′ 10″。